# Onesimus (Bibel)

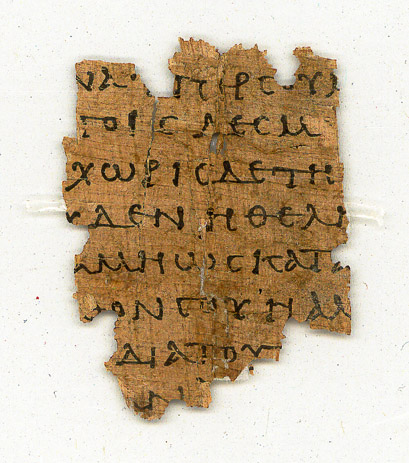
Papyrus 87, das älteste Fragment des Philemonbriefs

Onesimus (bl. um 53/55 n. Chr.) ist ein im Neuen Testament  erwähnter Sklave, der von Paulus getauft wurde.

## Name
Onesimus, griechisch Ὀνήσιμος Onḗsimos, „der Nützliche“ war ein typischer Sklavenname, der zum Beispiel unter stadtrömischen Sklaven 185-mal bezeugt ist.

## Onesimus im Philemonbrief
Aus dem Philemonbrief sind folgende Einzelheiten seiner Biografie zu entnehmen, die unterschiedlich interpretiert werden können:
1. Onesimus ist Sklave des Philemon;
2. Onesimus und Philemon wurden getrennt (ἐχωρίσθη echōrísthē, Phlm 15 EU);
3. Möglicherweise hat Onesimus dem Philemon Unrecht getan und schuldet ihm etwas;
4. Paulus, der sich in Gefangenschaft befindet, hat den Onesimus getauft;
5. Paulus schickt den Onesimus zu Philemon zurück, obwohl er andere Pläne mit ihm hatte.

### Onesimus als flüchtiger Sklave (fugitivus)
Diese Interpretation kann als klassisch gelten; sie wurde bereits von Johannes Chrysostomos vertreten: „Onesimus hatte bei seinem Herrn einen Diebstahl begangen und war entlaufen. […] Er kam also zu Paulus nach Rom, fand ihn im Gefängnisse, wurde von ihm in der christlichen Lehre unterwiesen und empfing dort auch die Taufe.“ Joseph Barber Lightfoot zog die Beschreibung von fugitivi in der antiken Komödie hinzu und kombinierte: Mit dem Diebstahl wurde die Flucht finanziert. „Er war ein Dieb und Ausreißer (runaway). […] Anscheinend hatte er genau das getan, was der vulgäre Sklave der römischen Komödie androht, wenn er in Schwierigkeiten gerät: Er hatte sich einige Wertsachen gegriffen und sich davongemacht.“
Diese Interpretation ist mit Schwierigkeiten belastet, weshalb sie zuerst von John Knox (1935) und dann von mehreren Exegeten im 20. Jahrhundert in Frage gestellt wurde. Es ist nämlich unklar, wie es möglich war, dass Onesimus und Paulus sich im Gefängnis begegneten. War Onesimus bereits gefasst und inhaftiert worden, so bestand für Paulus keine Wahl, ob er ihn „zurückschicken“ oder bei sich behalten wollte. War Onesimus noch in Freiheit, ist unverständlich, warum er, anstatt unterzutauchen, Paulus im Gefängnis besuchte. Das war für ihn überaus riskant.

### Onesimus als Helfer des inhaftierten Apostels
Dieses Deutungsmodell entwickelte Sara C. Winter (1987). Die Trennung sei keine Flucht gewesen. Philemon sandte seinen Sklaven Onesimus zu Paulus, um den inhaftierten Apostel mit Nahrung und Kleidung zu versorgen, was in antiken Gefängnissen eine notwendige Maßnahme war. Paulus hätte den Überbringer gerne dauerhaft als Assistenten bei sich behalten, fragte aber bei dem Sklavenbesitzer nach, ob dieser einverstanden und eventuell auch zu einer manumissio bereit war.
Gegen diese Interpretation spricht, dass Paulus den Onesimus ausdrücklich als bisher nichtsnutzigen Sklaven charakterisiert (Phlm 11 ). Es ist unwahrscheinlich, dass Philemon oder die ganze Ortsgemeinde gerade den Onesimus mit einer Aufgabe betraut hätten, die Zuverlässigkeit voraussetzte.

### Onesimus als „Herumtreiber“ (erro)
Gestützt auf antike Rechtstexte, schlug Peter Lampe vor, das Verhalten des Onesimus als Bitte um Intervention bei einem Freund seines Herrn (amicus domini) zu interpretieren. Er hätte sich demnach zwar von Philemon ohne Erlaubnis entfernt, aber nicht um unterzutauchen, sondern um Paulus als Fürsprecher zu gewinnen. Lampe denkt hier an einen materiellen Schaden, den Onesimus verursachte und der bei Philemon heftigen Zorn auslöste, so dass Onesimus Paulus aufsuchte und ihn bat, seinen Herrn zu besänftigen. Das war eine für Sklaven mögliche Option; die unerlaubte Entfernung wurde in dem Fall nicht als Flucht bewertet, sondern als Herumtreiberei.
Peter Arzt-Grabner vertritt eine Variante dieses Deutungstyps und nimmt an, dass Onesimus ein notorischer „Herumtreiber“ (erro) war und Paulus intervenierte, um den Dauerkonflikt zwischen Sklavenbesitzer und Sklaven zu schlichten: er sandte den Onesimus mit einem Empfehlungsbrief zurück. Eine besondere Pointe der Interpretation von Arzt-Grabner ist, dass Paulus dem Philemon vorgeschlagen habe, den Sklaven Onesimus in Zukunft als seinen (Geschäfts-)Partner (κοινωνός koinōnós) zu behandeln, was einen gewissen wirtschaftlichen Handlungsspielraum voraussetzt.

### Onesimus als leiblicher Bruder des Philemon
Diese Interpretation, eine Minderheitsmeinung, versteht die Beziehung zwischen Philemon und Onesimus als Konflikt unter Brüdern, wobei die unterlegene Position, in der sich Onesimus befindet, metaphorisch als Sklaverei bezeichnet wird; auch hier wirkt Paulus mit seinem Brief als Schlichter und Vermittler. Erstmals von Allan D. Callaghan 1993 vertreten, wurde sie von Norbert Baumert 2001 wieder aufgegriffen.

## Onesimus im Kolosserbrief
Nach Kol 4,9  war Onesimus, der „treue und liebe Bruder“ in der christlichen Gemeinde von Kolossai eine bekannte Person, möglicherweise mit einer wichtigen Funktion. Dabei ist aber zu beachten, dass Onesimus ein häufiger Sklavenname war und die Identität mit dem im Philemonbrief genannten Onesimus deshalb nicht als gesichert gelten kann.
Dagegen meint Peter Lampe, gerade wenn man (wie die Mehrheit der Exegeten) den Kolosserbrief für das Schreiben eines Paulusschülers hält, müsse der enge Anschluss an den Philemonbrief und damit die Identität der beiden Personen namens Onesimus gefolgert werden. Philemon habe also den Wunsch des Paulus erfüllt und den Onesimus wieder freundlich in seinem Hause aufgenommen.